# Jesus Christ Superstars (album)
Jesus Christ Superstars je glazbeni album slovenskog sastava Laibach objavljen 1996. Tema albuma je religija a naziv albuma dolazi iz rock opere Jesus Christ Superstar.

## Lista pjesama
1. God Is God
2. Jesus Christ Superstar
3. Kingdom of God
4. Abuse and Confession
5. Declaration of Freedom
6. Message from the Black Star
7. The Cross
8. To the New Light
9. Deus Ex Machina